# Орєшков Сергій Миколайович
Орєшков Сергій Миколайович (1916 року народження, село Чупріно Сокольского району Вологодської області — † 16 серпня 1943, селище Васищеве Харківського району Харківської області) — учасник Другої світової війни, командир взводу 124-го гвардійського стрілецького полку 41-й гвардійської стрілецької дивізії 57-й армії Степового фронту, гвардії молодший лейтенант, Герой Радянського Союзу.

## Біографія

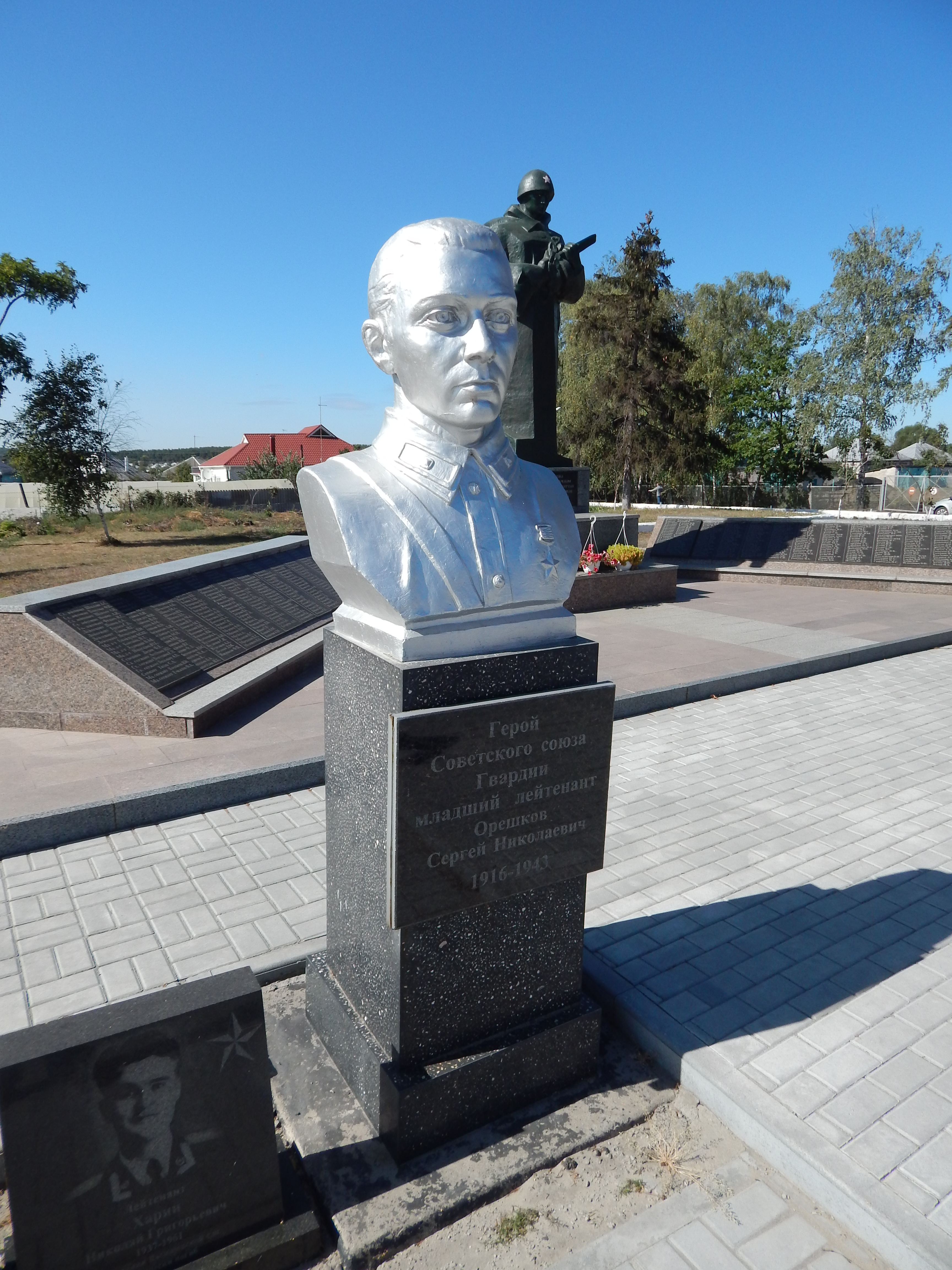
Погруддя Орєшкову в селищі Васищеве

Закінчив школу фабрично-заводського навчання (нині ДПТУ № 9) в місті Архангельську. Працював слюсарем у Вологді, майстром на Локомотивно-вагонному заводі в місті Улан-Уде Бурятської АРСР. У Радянській армії із серпня 1942 року. Закінчив Забайкальське військове піхотне училище.
У діючій армії із квітня 1943 року. Командир взводу гвардії молодший лейтенант С. М. Орєшков вирізнився 16 серпня 1943 року в бою за населений пункт Васищеве (Харківська область). У критичну мить бою, коли вогонь із ворожого дзвоту пригорнув бійців до землі, кинувся до дзвоту й тілом закрив амбразуру. Ціною життя сприяв виконанню взводом бойового завдання. 
Звання Героя Радянського Союзу Сергію Миколайовичу Орєшкову надано 20 грудня 1943 року посмертно.

## Нагороди
- Герой Радянського Союзу
- Орден Леніна

## Пам'ять
- «Навічно зарахований» у списки військової частини.
- Погруддя Героя установлене в цеху заводу в місті Улан-Уде.
- Парк у селищі заводу названий його ім'ям.
- Ім'я Героя носить ДПТУ № 9 у місті Архангельськ.
- У місті Кадников встановлена меморіальна дошка.
- Названа вулиця в місті Донецьку та в смт Васищеве (Україна).
- Пам'ятник Героям Радянського Союзу Орєшкову С. М. та Мамонову Н. В., встановлений у місті Сокіл Вологодської області
- На честь Орєшкова С. М. названа вулиця в місті Сокіл Вологодської області.